# Richard Donner
Pour les articles homonymes, voir Donner.
Richard Donald Schwartzberg, dit Richard Donner, né le 24 avril 1930 à New York (État de New York), et mort le 5 juillet 2021 à Los Angeles (Californie), est un  réalisateur, producteur et acteur américain.
Après avoir dirigé le classique d'horreur La Malédiction, il est devenu célèbre en 1978 avec Superman, ce film étant l'un des plus grands succès de l'histoire du cinéma et ayant contribué à imposer le genre de films de super-héros, ouvrant la voie aux futures sagas de Batman et de Spider-Man. En outre, Richard Donner a relancé le goût pour les films d'action buddy movies, avec la série de films L'Arme fatale. Il a aussi produit de nombreux films d'autres réalisateurs, via la société de production The Donners' Company créée avec son épouse Lauren Shuler Donner. Il a également produit la série télévisée Contes de la Crypte.

## Biographie
Fils d'un fabricant de meubles, Fred Schwartzberg, le jeune Richard découvre des films dans le cinéma appartenant à son grand-père à Brooklyn. Après le lycée, il sert un temps dans l'US Navy,  où il devient photographe aérien. Il fréquente ensuite très brièvement l'université de New York avant de vouloir mener une carrière d'acteur à Los Angeles et prend alors le pseudonyme de Richard Donner.
En 1958, il s'installe donc à Los Angeles. Il fait ses débuts d'acteur dans des petits rôles dans des spectacles « expérimentaux ». Il tourne notamment dans le drama Of Human Bondage de Martin Ritt. Ce dernier l'encouragera à se concentrer sur une carrière de réalisateur et l'engage comme assistant. Il travaille ensuite pour Desilu Productions où il réalise plusieurs publicités, documentaires et films d'entreprises. Son premier grand succès, il le doit à la télévision, en dirigeant Steve McQueen dans plusieurs épisodes de la série télévisée western Au nom de la loi entre 1960 et 1961. Une expérience qui lui vaut de réaliser bon nombre d'épisodes de séries : Sur la piste du crime, Cannon, Perry Mason, Les Rues de San Francisco, Les Mystères de l'Ouest, Bronk et La Quatrième Dimension.
Dès 1961, il réalise un premier film, X-15, suivi en 1968 de Sel, Poivre et Dynamite. Après plusieurs longs métrages, il est enfin reconnu en 1976, avec la sortie de La Malédiction, un film d'horreur fantastique. Visiblement à l'aise dans le genre, on lui confie la réalisation de Superman, avec Christopher Reeve. Produit pour un budget très élevé pour l'époque, le film est un immense succès mondial et reçoit de bonnes critiques dans la presse. Il tourne une partie de Superman 2 dans la foulée du tournage du premier film. Mais il est renvoyé par le studio et remplacé par Richard Lester, qui retournera une grande partie des images tournées par Richard Donner. Des années plus tard, Richard Donner sera finalement autorisé à monter sa propre version avec des images d'archives : Superman 2: The Richard Donner Cut (2006).
Très déçu par ce renvoi, il se lance dans un drame plus modeste, Rendez-vous chez Max's (1980). Le film ne rencontre pas le succès. Il tourne ensuite la comédie Le Joujou (1982), remake du film français Le Jouet (1976) de Francis Veber.
Il réalise ensuite le film d'aventures pour adolescents Les Goonies, qui sort en 1985. Imaginé et produit par Steven Spielberg, le film est un immense succès mondial et deviendra un film culte,.
Il réalise ensuite Ladyhawke, la femme de la nuit (1985), un film mêlant fantastique et médiéval avec Matthew Broderick, Rutger Hauer et Michelle Pfeiffer dans les rôles principaux. Le film reçoit un accueil mitigé dans la presse et est un échec commercial. En 1986, il fonde avec sa femme Lauren Shuler la société de production The Donners' Company.
Après avoir refusé la réalisation de Superman 4, il renoue avec le succès avec la comédie policière L'Arme fatale (1987) avec Mel Gibson et Danny Glover. Il engage également son cousin Steve Kahan (capitaine Murphy). Le succès est mondial et le film devient un modèle du genre (buddy movie) et influencera de nombreux films. Le film marque également sa rencontre avec l'acteur Mel Gibson et lancera la franchise L'Arme fatale qui connaitra trois autres films, qu'il réalisera également. Le succès du film, produit par Warner Bros., lui offre aussi la possibilité de réaliser un film sur Batman. Richard Donner envisage alors Mel Gibson dans le rôle-titre, Michael J. Fox en Robin, Willem Dafoe en Joker ou encore Joe Pesci en Pingouin. Mais l'expérience sur Superman 2 serait à l'origine du refus du studio d'aller plus loin. Le film sera finalement développé par Tim Burton et deviendra Batman (1989).

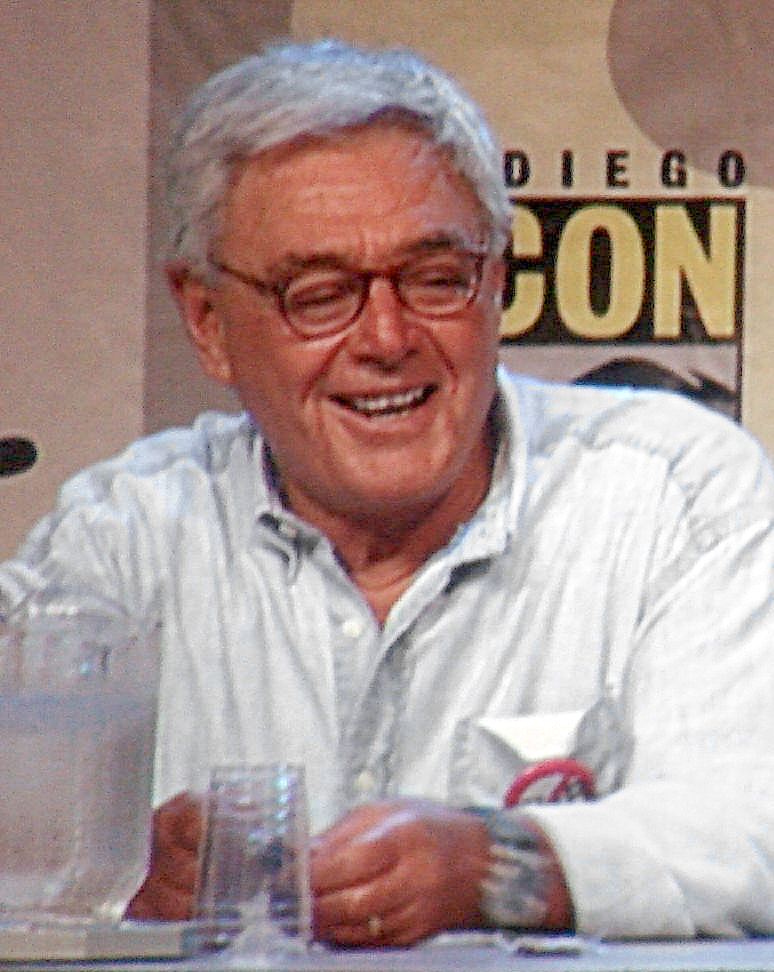
Richard Donner en 2006.

Dès 1989, il participe à la production de la série télévisée horrifique Les Contes de la Crypte. Entre les différents volets de L'Arme fatale, il réalise d'autres films comme la comédie fantastique Fantômes en fête (1988) avec Bill Murray, d'après Un chant de Noël de Charles Dickens. Le film est un succès commercial malgré des critiques mitigées. Il réalise également la comédie dramatique Le Rêve de Bobby (1992), avec notamment Lorraine Bracco et Elijah Wood. C'est un cuisant échec commercial.
Richard Donner retrouve ensuite Mel Gibson dans la comédie western Maverick (1994), adaptation de la série télévisée du même nom des années 1950. Il y dirige également Jodie Foster, James Garner, Graham Greene et James Coburn. Le film rencontre un joli succès commercial. Il dirige ensuite Sylvester Stallone dans le film d'action Assassins (1995). L'acteur voulait tourner avec lui depuis plusieurs années et lui avait notamment proposé de réaliser Judge Dredd.
Il retrouve ensuite Mel Gibson dans le thriller Complots sorti en 1997, avec également Julia Roberts. Malgré des critiques moyennes, le film est un succès public. Il enchaine ensuite avec le dernier volet de sa saga fétiche, L'Arme fatale 4 (1997).
Avec sa femme Lauren Shuler Donner, il participe à la production du film X-Men (2000) de Bryan Singer, premier volet d'une longue série de films. Il ne revient à la réalisation qu'en 2003 avec Prisonniers du temps, adaptation du roman du même nom de Michael Crichton. Ce film d'aventures et de science-fiction avec Paul Walker, Frances O'Connor et Gerard Butler est un cuisant échec commercial.
Il dirige ensuite Bruce Willis dans 16 Blocs, un film policier en temps réel. L'accueil de la presse est mitigé, tout comme le box-office. Ce sera son dernier long métrage comme réalisateur. La même année, sort en vidéo Superman 2: The Richard Donner Cut, qui est une version remontée de Superman 2 (1980). Il s'était fait renvoyer du projet après le tournage du premier film et de nombreuses séquences du 2e (les deux films étant tournés à la suite). Il avait été remplacé par Richard Lester. Warner Bros. autorisa un remontage du film par Richard Donner, selon ses idées originales,. Il se concentre ensuite sur la production, notamment de X-Men Origins: Wolverine (2009).
Fin 2020, Richard Donner annonce vouloir faire L'Arme fatale 5 : « Ce sera l'épisode final. C'est à la fois mon devoir et un privilège de mettre un terme à la saga. Et c'est très emballant, vous savez... Ahahah ! Ce sera le dernier, je vous le promets. »

### Vie privée et décès
Il se marie avec Lauren Shuler le 27 novembre 1986. Ils resteront mariés jusqu'au décès de Richard Donner  le 5 juillet 2021, à l'âge de 91 ans. Les causes de sa mort n'ont pas été révélées,,.
D'après Wikipédia (en) Richard Donner meurt d'une insuffisance cardiopulmonaire avec athérosclérose comme cause sous-jacente.

### Reconnaissance
Richard Donner est une source d'inspiration pour les réalisateurs américains : Bryan Singer, les Wachowski, Olly Alexander, Paco Cabezas (en), Tom Gormican, Greg Berlanti ou encore Matthew Vaughn, ainsi que Tod Williams et David Slade.

## Filmographie

### En tant que réalisateur

#### Longs métrages
- 1961 : X-15
- 1963 : Philbert (Three's a Crowd) (court métrage)
- 1968 : Sel, Poivre et Dynamite (Salt and Pepper)
- 1970 : L'Ange et le Démon (Lola)[21]
- 1976 : La Malédiction (The Omen)
- 1978 : Superman
- 1980 : Rendez-vous chez Max's (Inside Moves)
- 1982 : Le Jouet (The Toy)
- 1985 : Ladyhawke, la femme de la nuit (Ladyhawke)
- 1985 : Les Goonies (The Goonies)
- 1987 : L'Arme fatale (Lethal Weapon)
- 1988 : Fantômes en fête (Scrooged)
- 1989 : L'Arme fatale 2 (Lethal Weapon 2)
- 1991 : Le Rêve de Bobby (Radio Flyer)
- 1992 : L'Arme fatale 3 (Lethal Weapon 3)
- 1994 : Maverick
- 1995 : Assassins
- 1997 : Complots (Conspiracy Theory)
- 1998 : L'Arme fatale 4 (Lethal weapon 4)
- 2003 : Prisonniers du temps (Timeline)
- 2006 : 16 Blocs (16 Blocks)
- 2006 : Superman 2: The Richard Donner Cut (vidéo)

#### Téléfilms
- 1973 : Hernandez
- 1973 : Nightside
- 1973 : Stat!
- 1975 : A Shadow in the Streets
- 1975 : Sarah T. – Portrait of a Teenage Alcoholic
- 1977 : A Very Special Place
- 1992 : Two-Fisted Tales segment "Showdown"

#### Séries télévisées
- 1960 : Zane Grey Theater - Saison 5, épisode 5
- 1960-1961 : Au nom de la loi (Wanted: Dead or Alive) - Saison 3, épisodes 5, 10, 16, 17, 20, 21
- 1961 : Route 66 - Saison 2, épisode 8
- 1961 : Letter to Loretta - Saison 8, épisodes 17, 20, 21, 22 et 23
- 1961 : The Tall Man - Saison 2, épisodes 10 et 11
- 1961-1962 : Have Gun – Will Travel - 5 épisodes
- 1962 : The Detectives - Saison 3, épisode 23
- 1962 : L'Homme à la carabine (The Rifleman) - Saison 4, épisodes 16, 22, 23, 27, 29, 30 et 31
- 1962-1963 : Sam Benedict - 6 épisodes
- 1963 : The Eleventh Hour - 2 épisodes
- 1963 : Combat ! (Combat!) - Saison 1, épisode 32
- 1963-1964 : La Quatrième Dimension (The Twilight Zone) - Saison 5, épisodes 3, 20, 27, 29, 33 et 34
- 1963-1964 : Mr. Novak - 7 épisodes
- 1964 : Les voyages de Jaimie McPheeters (The Travels of Jaimie McPheeters) - Saison 1, épisode 22
- 1964 : Des agents très spéciaux (The Man from U.N.C.L.E.) - Saison 1, épisodes 2, 3, 7 et 14
- 1964-1965 : L'Île aux naufragés (Gilligan's Island) - 3 épisodes
- 1964-1965 : Perry Mason - 3 épisodes
- 1965 : Max la Menace (Get Smart) - Saison 1, épisodes 6 et 10
- 1966 : Sur la piste du crime (The F.B.I.)
- 1966 : Le Fugitif (The Fugitive) - Saison 3, épisodes 17 et 29
- 1966 : Les Mystères de l'Ouest (The Wild Wild West) - Saison 1, épisodes 22, 27 / saison 2, épisode 5
- 1966 : Brigade criminelle (Felony Squad) - 3 épisodes
- 1968-1970 : The Banana Splits Adventure Hour - 6 épisodes
- 1971 : The Interns - Saison 1, épisode 19
- 1971 : Sarge - Saison 1, épisode 3
- 1971 : Bearcats! - 2 épisodes
- 1971-1972 : Sam Cade (Cade's County) - 3 épisodes
- 1971-1973 : Cannon - 4 épisodes
- 1972 : Le Sixième Sens (The Sixth Sense) - Saison 1, épisode 4
- 1972 : L'Homme de fer (Ironside) - 1 épisode
- 1972 : The Bold Ones: The New Doctors - 3 épisodes
- 1973-1974 : Kojak - 3 épisodes
- 1974 : Les Rues de San Francisco (The Streets of San Francisco) - 2 épisodes
- 1974 : Petrocelli - 2 épisodes
- 1975 : Bronk - 2 épisodes
- 1989-1992 : Les Contes de la crypte (Tales from the Crypt) - 3 épisodes

#### Clips musicaux
- 1985 : The Goonies 'R' Good Enough de Cyndi Lauper
- 1992 : It's Probably Me de Sting

### En tant que producteur / producteur délégué

#### Longs métrages
- 1981 : La Malédiction finale (The Final Conflict) de Graham Baker
- 1985 : Ladyhawke, la femme de la nuit (Ladyhawke) de lui-même
- 1985 : Les Goonies (The Goonies) de lui-même
- 1987 : L'Arme fatale (Lethal Weapon) de lui-même
- 1987 : Génération perdue (The Lost Boys) de Joel Schumacher
- 1988 : Fantômes en fête (Scrooged) de lui-même
- 1989 : L'Arme fatale 2 (Lethal Weapon 2) de lui-même
- 1992 : L'Arme fatale 3 (Lethal Weapon 3) de lui-même
- 1993 : Maverick
- 1993 : Sauvez Willy (Free Willy) de Simon Wincer (producteur délégué)
- 1994 : Assassins
- 1995 : Le Cavalier du Diable (Demon Knight) d'Ernest R. Dickerson (producteur délégué)
- 1995 : Sauvez Willy 2 : La Nouvelle Aventure (Free Willy 2: The Adventure Home) de Dwight H. Little (producteur délégué)
- 1996 : La Reine des vampires (Tales from the Crypt Presents: Bordello of Blood) de Gilbert Adler (producteur délégué)
- 1997 : Sauvez Willy 3 : La Poursuite (Free Willy 3: the Rescue) de Sam Pillsbury (producteur délégué)
- 1997 : Complots (Conspiracy Theory) de lui-même
- 1998 : L'Arme fatale 4 (Lethal Weapon 4) de lui-même
- 1999 : L'Enfer du dimanche (Any Given Sunday) d'Oliver Stone (producteur délégué)
- 2000 : X-Men de Bryan Singer (producteur délégué)
- 2002 : Prisonniers du temps (Timeline)
- 2008 : Speed Racer des Wachowski
- 2009 : X-Men Origins: Wolverine de Gavin Hood (producteur délégué)
- 2014 : X-Men: Days of Future Past de Bryan Singer

#### Séries télévisées
- 1989-1996 : Les Contes de la crypte (Tales from the Crypt) - 93 épisodes
- 1993-1994 : Crypte Show (Tales from the Cryptkeeper) - 4 épisodes (producteur délégué)
- 1997 : Expériences interdites (Perversions of Science) - 10 épisodes (producteur délégué)

### En tant qu’acteur
Richard Donner réalise des caméos dans plusieurs de ses films.
- 1963 : The Eleventh Hour (en) (série TV) - 1 épisode : Arnold Hardy
- 1963 : Sam Benedict (série TV) - 1 épisode : Grover Stann
- 1964 : Des agents très spéciaux (The Man from U.N.C.L.E.) (série TV) - 1 épisode : Inebriate
- 1971 : Lassie (série TV) - 1 épisode : Clay Braddock
- 1980 : Superman 2 (Superman II) de Richard Lester : un homme marchant dans la rue (caméo non crédité)
- 1980 : Rendez-vous chez Max's (Inside Moves) de lui-même : un homme fermant les portes de l'ambulance (caméo non crédité)
- 1985 : Les Goonies (The Goonies) de lui-même : un policier
- 1989-1996 : Les Contes de la crypte (Tales from the Crypt) (série TV) - 2 épisodes : un homme dans le bar / un homme dans le public
- 1994 : Maverick de lui-même : Dealer (caméo)
- 1997 : Complots (Conspiracy Theory) de lui-même : un passager dans le taxi (caméo non crédité)
- 2000 :  Gilligan's Island: The E! True Hollywood Story
- 2001 : Snow, Sex and Sun (Out Cold) de Brendan et Emmett Malloy : le gérant du bar (caméo)
- 2003 : Prisonniers du temps (Timeline) de lui-même : l'homme dans la voiture (caméo non crédité)
- 2006 : 16 blocs (16 Blocks) de lui-même : l'homme avec le gâteau d'anniversaire (caméo non crédité)
- 2006 : Superman 2: The Richard Donner Cut (vidéo) de lui-même : un homme marchant dans la rue (caméo non crédité)
- 2024 : Super/Man : L'Histoire de Christopher Reeve (Super/Man: The Christopher Reeve Story) (documentaire) de Ian Bonhôte et Peter Ettedgui : lui-même (images d'archives)

## Acteurs récurrents
Richard Donner choisit souvent des acteurs récurrents, comme Steve Kahan, un de ses acteurs fétiches, avec qui il a collaboré douze fois.
| Interprètes        | Année | Film                   | Rôle                                                    |
| ------------------ | ----- | ---------------------- | ------------------------------------------------------- |
| Steve Kahan        | 1978  | Superman               | Patterson, le premier flic (Aramus dans le 2e doublage) |
| Steve Kahan        | 1980  | Rendez-vous chez Max's | Burt                                                    |
| Steve Kahan        | 1987  | L'Arme fatale          | le capitaine Ed Murphy                                  |
| Steve Kahan        | 1989  | L'Arme fatale 2        | le capitaine Ed Murphy                                  |
| Steve Kahan        | 1992  | L'Arme fatale 3        | le capitaine Ed Murphy                                  |
| Steve Kahan        | 1994  | Maverick               | Croupier no 2                                           |
| Steve Kahan        | 1995  | Sauvez Willy 2         | Capitaine Nilson                                        |
| Steve Kahan        | 1995  | Assassins              | Alan Branch                                             |
| Steve Kahan        | 1997  | Complots               | M. Wilson                                               |
| Steve Kahan        | 1998  | L'Arme fatale 4        | le capitaine Ed Murphy                                  |
| Steve Kahan        | 2003  | Prisonniers du temps   | Baker                                                   |
| Steve Kahan        | 2006  | 16 Blocs               | le propriétaire du restaurant                           |
| Mel Gibson         | 1987  | L'Arme fatale          | Martin Riggs                                            |
| Mel Gibson         | 1989  | L'Arme fatale 2        | Martin Riggs                                            |
| Mel Gibson         | 1992  | L'Arme fatale 3        | Martin Riggs                                            |
| Mel Gibson         | 1994  | Maverick               | Bret Maverick Jr.                                       |
| Mel Gibson         | 1997  | Complots               | Jerry Fletcher                                          |
| Mel Gibson         | 1998  | L'Arme fatale 4        | Martin Riggs                                            |
| Mary Ellen Trainor | 1985  | Les Goonies            | Harriet Walsh                                           |
| Mary Ellen Trainor | 1987  | L'Arme fatale          | Dr Stephanie Woods                                      |
| Mary Ellen Trainor | 1989  | L'Arme fatale 2        | Dr Stephanie Woods                                      |
| Mary Ellen Trainor | 1992  | L'Arme fatale 3        | Dr Stephanie Woods                                      |
| Mary Ellen Trainor | 1998  | L'Arme fatale 4        | Dr Stephanie Woods                                      |
| Kenneth Tigar      | 1989  | L'Arme fatale 2        | Jarvis Becker, chef de la brigade de déminage           |
| Kenneth Tigar      | 1992  | L'Arme fatale 3        | Jarvis Becker, chef de la brigade de déminage           |
| Kenneth Tigar      | 1997  | Complots               | un avocat                                               |
| Ned Beatty         | 1978  | Superman               | Otis                                                    |
| Ned Beatty         | 1982  | Rendez-vous chez Max's | Sydney Morehouse                                        |